# 작은광대근
작은광대근 혹은 소관골근(小顴骨筋)은 뺨에서 윗입술까지 뻗어 있는 얼굴 근육 가운데 하나이다. 광대뼈에서 일어나 윗입술에 있는 입둘레근과 섞이며 끝나고, 윗입술을 위가쪽으로 당기는 작용을 한다.

## 같이 보기
- 큰광대근
- 광대뼈